# وديع الخازن
وديع نمر الخازن (1945 - )، سياسي ماروني لبناني. ولد في بعبدات بلبنان. يرأس المجلس الماروني العام.

## حياته العلمية والعملية
- أكمل دروسه الابتدائية والثانوية في معهد الفرير في الجميزة ببيروت. وحاز على شهادة الماجيستر في إدارة الأعمال من جامعة جورج واشنطن بعام 1968.
- إنضم إلى حزب الكتلة الوطنية اللبنانية سنة 1968 وعين عضواً لمجلس الحزب سنة 1969 ثم عضواً في اللجنة التنفيذية بعام 1990، فمفوضاً عاماً للداخلية في الحزب بذات السنة. استقال من الحزب بعام 1996 وقرر العمل في السياسة بعيداً عن أي انتماء حزبي.
- ترأس نادي الراسينغ الرياضي بالفترة من 1969 وحتى 1971.
- تولى منصب نائب رئيس المجلس العام الماروني بالفترة بين 1988 وحتى 1996، ومن فبراير 2006 أصبح يتولى منصب رئيس المجلس العام الماروني.
- عين وزيرًا للسياحة بالفترة من 18 فبراير 2005 حتى 19 أبريل 2005 وذلك في حكومة الرئيس عمر كرامي في عهد الرئيس إميل لحود. وذلك بعد اغتيال الرئيس رفيق الحريري واستقالة وزير السياحة فريد الخازن. (علمًا إن الحكومة منذ تاريخ 28 فبراير 2005 وحتى 19 أبريل 2005 وهي حكومة التصريف العاجل من الأعمال لأنها تعتبر مستقيلة باستقالة رئيسها).
- كتب سلسلة دراسات معمقة حول عدد من القضايا اللبنانية والعربية في كبرى الصحف العربية والأجنبية. وشارك في مناسبات وطنية وقومية بالعديد من الخطب التي تستوحي التاريخ.
- حصل على العديد من الأوسمة والجوائز الدولية ومنها : 
  - الجائزة الإنسانية الفرنسية الكبرى سنة 1973.
  - وسام جوقة الشرف الفرنسي من رتبة ضابط سنة 1976.
  - وسام الأرز الوطني اللبناني من رتبة ضابط أكبر(Grand Officier) سنة 2006.
  - وسام بابوي رفيع (Ordre De Saint Gregoire Le Grand)سنة 2002.

## حياته الأسرية
متزوح من ماري مدلان جورج خليل ولهم إبنان
- إيلي.
- شيرين.